# Phlegetonia mediofusca
Phlegetonia mediofusca är en fjärilsart som beskrevs av George Thomas Bethune-Baker 1906. Phlegetonia mediofusca ingår i släktet Phlegetonia och familjen nattflyn. Inga underarter finns listade i Catalogue of Life.